# Miles Bonny

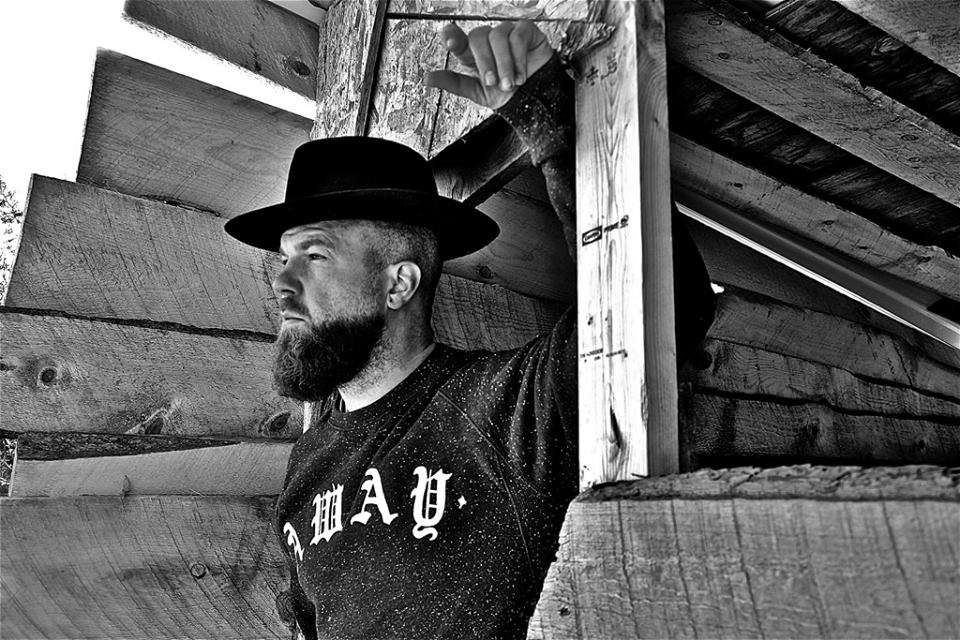
Miles Bonny

Miles Bonny (* 7. November 1980 in New York City) ist ein US-amerikanischer  Musikproduzent, Singer-Songwriter und DJ.

## Leben
Bonny wurde geboren in New York. Seine Mutter war die Musiktherapeutin Helen Bonny. Er wuchs im benachbarten New Jersey auf. 1999 nahm er an der Kansas State University sein Studium auf. Er begann dort, Hip-Hop zu produzieren. Gemeinsam mit dem Rapper Joe Good gründete er die Hip-Hop-Gruppe SoundsGood.

## Diskografie

### Alben
- 2011: Lumberjack Soul, Melting Pot Music
- 2008: Works 01: Shadows From My Past, Innate Sounds
- 2008: Works 03: Bangers Can Wait, Innate Sounds
- 2006: Smell Smoke?, Innate Sounds
- 2003: Approach + Miles Bonny - Al Japro

### Singles und EPs
- 2012: Twit One & Miles Bonny - Twit Bonny, Melting Pot Music
- 2012: The We Remixes, Innate Sounds
- 2012: Fela / Sandman, BSTRD Boots
- 2012: Do You? / You
- 2012: 2011 Kickstarter Bootlegs
- 2009: Dj Day X Miles Bonny - Instant Saadiq, Melting Pot Music
- 2009: Ins, The X Miles Bonny - J.Birly, Melting Pot Music
- 2009: Chrissy Murderbot Featuring Miles Bonny - Thighs Remixed, WIDE
- 2008: Kova & Miles* - Clap Clap, Melting Pot Music
- 2007: Miles Gets Open, Melting Pot Music
- 2007: Closer Love, Melting Pot Music

### DJ-Mixes
2013: Forgotten Treasures Mix #12, MusicIsMySanctuary.com

### Miscellaneous
- 2011: Miles Bonny x Circle Research - The Wonder Sessions